# Henryk Jankowski (turkolog)
Henryk Jankowski (ur. 1951) – polski językoznawca-orientalista, turkolog i karaimoznawca, prof. dr hab.
Studia magisterskie ukończył w 1980 r. z dziedziny turkologii i hungarystyki na uniwersytecie w Budapeszcie (Węgry), a doktoranckie w 1986 r. z zakresu językoznawstwa ogólnego oraz lingwistyki uralo-ałtajskiej. Pracownik naukowy Uniwersytetu im. Adama Mickiewicza w Poznaniu, kierował Zakładem Turkologii, Mongolistyki i Koreanistyki. W latach 1991–1993 wykładowca na uniwersytecie w Budapeszcie. Członek Polskiej Akademii Nauk, pełnił także funkcję wiceprezesa Polskiego Towarzystwa Orientalistycznego.
Jego zainteresowania naukowe obejmują języki turkijskie (zwłaszcza krymskotatarski, karaimski i kazachski) oraz ich kontakty z innymi językami. Jest autorem wielu publikacji na temat języka i kultury Tatarów oraz Karaimów w Europie Wschodniej.

## Publikacje
- Türkçe konuşma kılavuzu. Rozmówki tureckie, Adam Mickiewicz University Poznań. Institute of Linguistics, Poznań 1983.
- Détermination participiale dans les langues ouraliennes et altaïques choisies, Wydawnictwo Naukowe UAM, Poznań 1987.
- Wprowadzenie do języka irackoarabskiego. Cz. 1, Rozmówki, Adam Mickiewicz University. Institute of Linguistics, Poznań 1988.
- Gramatyka języka krymskotatarskiego, Wydawnictwo Naukowe UAM, Poznań 1992.
- Klucz do raju. Księga Tatarów litewsko-polskich z XVIII wieku, przekł. i oprac. Henryk Jankowski i Czesław Łapicz, „Dialog”, Warszawa 2000.
- A Historical-Etymological Dictionary of Pre-Russian Habitation Names of the Crimea, Brill, Leiden-Boston 2006.
- Język krymskotatarski, „Dialog”, Warszawa 2010.

Publikuje również z dziedziny karaimoznawstwa:
- Nowy 5762 rok u Karaimów na Krymie, „Przegląd Orientalistyczny” 2002, nr 1/2, s. 103–109.
- Karaimska księgość na Krymie, W: Karaj kiuńlari. Red. Henryk Jankowski, Mariola Abkowicz, Wrocław 2004, s. 46–53.
- The Question of the Existence of the Crimean Karaim and its Relation to Western Karaim, w: Orientas Lietuvos Didžiosios Kunigaikštijos visuomenės tradicijoje. Totoriai ir karaimai, Vilniaus Universiteto Leidykla, Vilnius 2008, s. 161–168.
- Translations of the Bible into Karaim, „Religion Compass”, Vol. 4, June 2009, s. 502–523.